# Heilig Hartbeeld (Loosbroek)
Het Heilig Hartbeeld is een standbeeld in de Nederlandse plaats Loosbroek, in de provincie Noord-Brabant.

## Achtergrond
Pastoor Martens beloofde in 1944 dat hij een beeld van de patroonheilige zou oprichten als het dorp gespaard zou blijven van oorlogshandelingen. Het Heilig Hartbeeld werd in 1948 gemaakt door Peter Roovers als "symbool van dankbaarheid en vertrouwen". Het geld ervoor werd bijeengebracht door de bevolking, onderduikers en geëvacueerden. Het beeld werd op 29 augustus 1948 ingezegend en staat in de tuin van de Sint-Antonius van Paduakerk op de hoek van de Dorpsstraat en de Schaapsdijk.

## Beschrijving
Het beeld toont een staande Christusfiguur, met het Heilig Hart op zijn borst, die zijn beide handen uitstrekt naar een aan zijn voeten geknielde man. Deze man, een Romeins soldaat met helm en mantel, is een verwijzing naar de heilige Donatus, die in Loosbroek werd vereerd. Deels verborgen onder de mantel van Christus is de parochiekerk van Loosbroek verbeeld.
Het tweeënhalve meter hoge beeld is gemaakt van natuursteen, vermoedelijk tufsteen, en geplaatst op een gemetselde bakstenen sokkel.